# Кастильо, Ана
А́на Касти́льо (англ. Ana Castillo; род. 15 июня 1953, Чикаго, США) — американская писательница, драматург, поэтесса, публицист и переводчик мексиканского происхождения; принадлежит к этнической группе чикано. Лауреат ряда литературных премий, в том числе литературной премии «Лямбда» в номинации «Лучшая книга о бисексуалах» за 2015 и 2017 годы, премии Карла Сэндберга за 1993 год и премии Сор Хуаны за достижения от Музея мексиканского искусства в Чикаго за 1998 год.

## Биография

### Личная жизнь
Родилась в Чикаго 15 июня 1953 года, в семье Рэймонда Кастильо и Рэйчел, урождённой Роха. Её мать была мексиканской индианкой , а отец — уроженцем Чикаго. Обучалась в Частной средней школе Джонса и Чикагском городском колледже, который окончила со степенью бакалавра искусств, и продолжила образование в Северо-Восточном университете штата Иллинойс. В 1979 году получила степень магистра в области латиноамериканских исследований в Чикагском университете. Затем преподавала этнические исследования в Санта-Роза-джуниор-колледже и была писателем-резидентом Совета Искусств Иллинойса. Также преподавала в Малкольм-Х-джуниор-колледже и в Сономе-стейт-колледже. В 1991 году в Бременском университете получила докторскую степень по американистике (вместо традиционной диссертации она представила совокупность работ, изданную позднее в её книге 1994 года «Резня мечтателей»). Автор более пятнадцати книг и многочисленных статей, широко известна, как ведущий исследователь в области чиканской литературы. Ана Кастильо — открытая бисексуалка.

## Сочинения

### Романы
- «Письма Максквиала» (англ. The Mixquiahuala Letters, 1986).
- «Сапогония. Анти-роман в 3/8 метра» (англ. Sapogonia: An anti-romance in 3/8 meter, 1990).
- «Так далеко от Бога» (англ. So Far From God, 1993).
- «Очисти любовь мою, как лук» (англ. Peel My Love Like an Onion, 1999).
- «Моя дочь, мой сын, орёл, голубь. Ацтекские канты» (англ. My Daughter, My Son, the Eagle the Dove: An Aztec Chant, 2000).
- «Акварельные женщины, непрозрачные мужчины. Роман в стихах.» (англ. Watercolor Women, Opaque Men : A Novel in Verse, 2005).
- «Хранители» (англ. The Guardians, 2007).
- «Дай это мне» (англ. Give It to Me, 2014}.

### Малая проза
- «Любовники» (англ. Loverboys, 1996).

### Поэтические сборники
- «Другая песня» (англ. Otro Canto, 1977).
- «Приглашение» (англ. The Invitation, 1979).
- «Женщины не розы» (англ. Women Are Not Roses, 1984).
- «Мой отец был тольтеком. Избранные стихи 1973—1988 годов» (англ. My Father Was a Toltec and selected poems, 1973—1988, 1995).
- «Я прошу невозможное» (англ. I Ask the Impossible, 2000).
- «Женщины не бунтуют» (англ. Women Don't Riot).
- «Как я ушла, началась война» (англ. While I was Gone a War Began).

### Документальная проза
- «Чёрный голубь. Мама, сын и я» (англ. Black dove: mamá, mi'jo, and me, 2016).
- «Резня мечтателей. Эссе о ксиканизме» (англ. Massacre of the Dreamers: Essays on Xicanisma, 1994).